# 1720
1720 (MDCCXX) byl rok, který dle gregoriánského kalendáře započal pondělím.

## Události
- 1. února – Stockholmským mírem byla ukončena válka mezi Švédskem a Pruskem.
- únor – V Haagu byl uzavřen mír mezi Španělskem, Velkou Británií, Francií, Nizozemskem a Habsburskou monarchií. Po třech letech tak byla ukončena Válka čtverné aliance.
- 3. května – Po své manželce Ulrice Eleonoře nastoupil na švédský trůn Frederik I. a vládl 31 let.
- květen – Ve francouzské Marseille vypukla morová epidemie, které během následujících dvou let podlehla více než polovina obyvatel. Při poslední velké morové epidemii v Evropě zemřelo celkem až 400 000 lidí.[1]
- 25. září – Opat žďárského kláštera Václav Vejmluva byl za příkladná opatření proti morové nákaze proběhlé v letech 1709–1715 oceněn titulem císařského rady
- V Anglii nastala finanční krize po tzv. Jihomořské bublině, která vedla k pádu vlády a následujícího roku utvoření nové s prvním britským premiérem.
- Na pražském Novém Městě postavil architekt Kilián Ignác Dientzenhofer Michnův letohrádek.

### Probíhající události
- 1700–1721 – Severní válka
- 1717–1720 – Válka čtverné aliance

## Vědy a umění
- Angličan Edmund Halley byl jmenován královským astronomem.

## Narození

### Česko
- 02. června – Johann Franz Greipel, malíř († 4. dubna 1798)
- 04. října – Matyáš František Chorinský z Ledské, první brněnský biskup († 30. října 1786)
- 20. listopadu – Prosper Antonín Berchtold z Uherčic, šlechtic († 7. dubna 1807)
- 11. prosince – Šebestián František Künigl, šlechtic († 20. září 1783)
- neznámé datum
  - Jan Václav Pohl, pedagog a gramatik († 23. června 1790)

### Svět

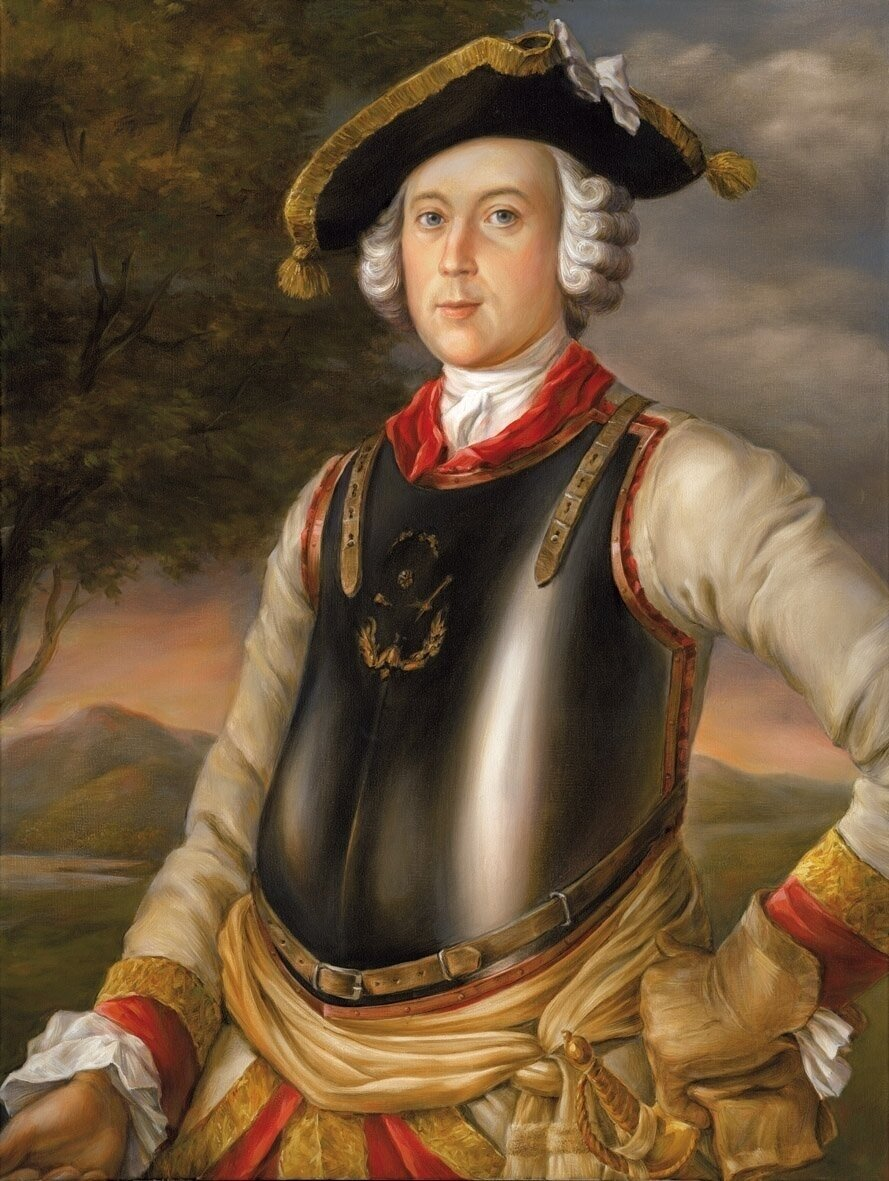
Karl Friedrich Hieronymus von Münchhausen (* 11. května)

- 05. ledna – Karl Reinhard Ellrichshausen, německý šlechtic († 9. června 1779)
- 07. ledna – Marie Luisa de Rohan, francouzská šlechtična († 4. března 1803)
- 30. ledna – Bernardo Bellotto, italský malíř († 17. října 1780)
- 06. února – Antonín Karel Salm-Reifferscheidt, rakouský šlechtic († 5. dubna 1769)
- 08. února – Sakuramači, japonský císař († 28. květen 1750)
- 10. února – Charles De Geer, švédský entomolog († 8. března 1778)
- 17. února – Karel Josef z Auerspergu, rakouský šlechtic († 2. října 1800)
- 09. března – Phillip Yorke, 2. hrabě z Hardwicke, britský politik a šlechtic († 16. května 1790)
- 13. března – Charles Bonnet, ženevský přírodovědec a filozof († 20. května 1793)
- 15. března – Filip Parmský, parmský vévoda († 18. července 1765)
- 17. března – Wilhelm von Freytag, německý šlechtic († 2. ledna 1798)
- 16. dubna – Jan Josef Pergen, rakouský římskokatolický duchovní († 12. listopadu 1807)
- 23. dubna – Ga'on z Vilna, židovský učenec († 9. října 1797)
- 08. května – William Cavendish, britský státník († 2. října 1764)
- 11. května – Karl Friedrich Hieronymus von Münchhausen, dobrodruh, v Česku známý jako Baron Prášil († 22. února 1797)
- 15. května – Maximilian Hell, uherský jezuita, astronom a fyzik († 14. dubna 1792)
- 21. května – Antonio Corbisiero, italský hudební skladatel († 7. ledna 1790)
- 04. června – Antonín Haffenecker, architekt a císařský dvorní stavitel († 16. srpna 1789)
- 24. července – Luisa Ulrika Pruská, švédská královna († 16. července 1782)
- 30. července – Emmanuel Armand de Vignerot, vévoda d'Aiguillon, francouzský šlechtic († 1. září 1788)
- 11. srpna – Martin Gerbert, německý teolog, historik a muzikolog († 3. května 1793)
- 14. srpna – Fridrich II. Hesensko-Kasselský, hesensko-kasselský lankrabě († 31. října 1785)
- 04. října – Giovanni Battista Piranesi, italský rytec, archeolog, architekt († 9. listopadu 1778)
- 17. října
  - Maria Teresa Agnesi Pinottini, italská skladatelka, cembalistka a zpěvačka († 19. ledna 1795)
  - Geneviève Thiroux d'Arconville, francouzská překladatelka a spisovatelka († 23. prosince 1805)
- 06. listopadu – Harry Paulet, 6. vévoda z Boltonu, britský admirál, politik a šlechtic († 25. prosince 1794)
- 16. listopadu – Carlo Antonio Campioni, italský houslista, hudební skladatel a dirigent († 12. dubna 1788)
- 07. prosince – Henrietta Amálie Anhaltsko-Desavská, askánská princezna († 5. prosince 1793)
- 13. prosince – Carlo Gozzi, italský dramatik († 4. dubna 1806)
- 24. prosince – Luisa Ulrika Pruská, pruská princezna a švédská královna († 16. července 1782)
- 25. prosince – Anna Maria Mozartová, matka W. A. Mozarta († 3. července 1778)
- 31. prosince – Karel Eduard Stuart, jakobitský uchazeč (pretendent) o trůn Anglie, Skotska a Irska († 1788)
- neznámé datum
  - Maarten Houttuyn, nizozemský lékař a přírodovědec († 2. května 1798)
  - Agnellus Jesenwanger, německý františkán a lektor teologie († 1781)
  - Johann Heinrich Gottlob von Justi, německý myslitel zabývající se politologií a ekonomií († 21. července 1771)

## Úmrtí

### Česko
- 13. března – Giovanni Battista Alliprandi, v Čechách působící barokní architekt italského původu (* cca 1665)
- 16. dubna – Viktorin Pohl, františkán (* ?)
- 02. května – Marek Nonnenmacher, pražský dvorní truhlář a řezbář (* 1653)
- 30. června – Jan František Josef z Thun-Hohensteinu, šlechtic (* 16. června 1686)
- 28. září – Jan Petr Straka z Nedabylic, šlechtic a státní úředník (* 6. března 1645)
- 08. října – Mansvét Förschan, františkánský teolog
- neznámé datum
  - Martin Zedlitz, opat benediktinského kláštera v Praze (* 1709)

### Svět
- 08. ledna – Joseph-Emmanuel de La Trémoille, francouzská římskokatolický duchovní (* 7. července 1659)
- 19. ledna – Eleonora Magdalena Falcko-Neuburská, třetí manželka římskeho císaře Leopolda I. Habsburského (* 1655)
- 31. ledna – Thomas Grey, 2. hrabě ze Stamfordu, anglický politik (* 1654)
- 06. března
  - Pieter van Bloemen, nizozemský malíř (* 17. ledna 1657)
  - Ferdinand Arnošt Karel z Herbersteinu, německý matematik (* 1682)
- 21. března – Marie Anna Bourbonská, francouzská princezna (* 18. dubna 1689)
- 30. března – Nils Gyllenstierna, švédský polní maršál (* 13. října 1648)
- 29. dubna – Erdmuthe Dorotea Sasko-Zeitzská, německá šlechtična (* 13. listopadu 1661)
- 10. května – Ümmi Sultan, osmanská princezna a dcera sultána Mehmeda IV. (* ?)
- 30. května – Andrej Bohuš, uherský jezuita (* ?)
- 07. července – Marie Barbara Bachová, první manželka německého skladatele Johanna Sebastiana Bacha (* 30. října 1684)
- 18. srpna – Matthew Aylmer, britský admirál (* 1650)
- 21. srpna – John Leake, britský admirál (* 4. července 1656)
- 06. září – Hugo František Königsegg-Rottenfels, litoměřický biskup (* 7. května 1660)
- 12. listopadu – Peter Wessel Tordenskjold, norský admirál a šlechtic (* 28. října 1690)
- 18. listopadu – Calico Jack, anglický kapitán pirátů (* 21. prosince 1682)
- neznámé datum
  - Anna Johana Closen von Haidenburg, německá šlechtična (* 1655)

## Hlavy států

### Evropa

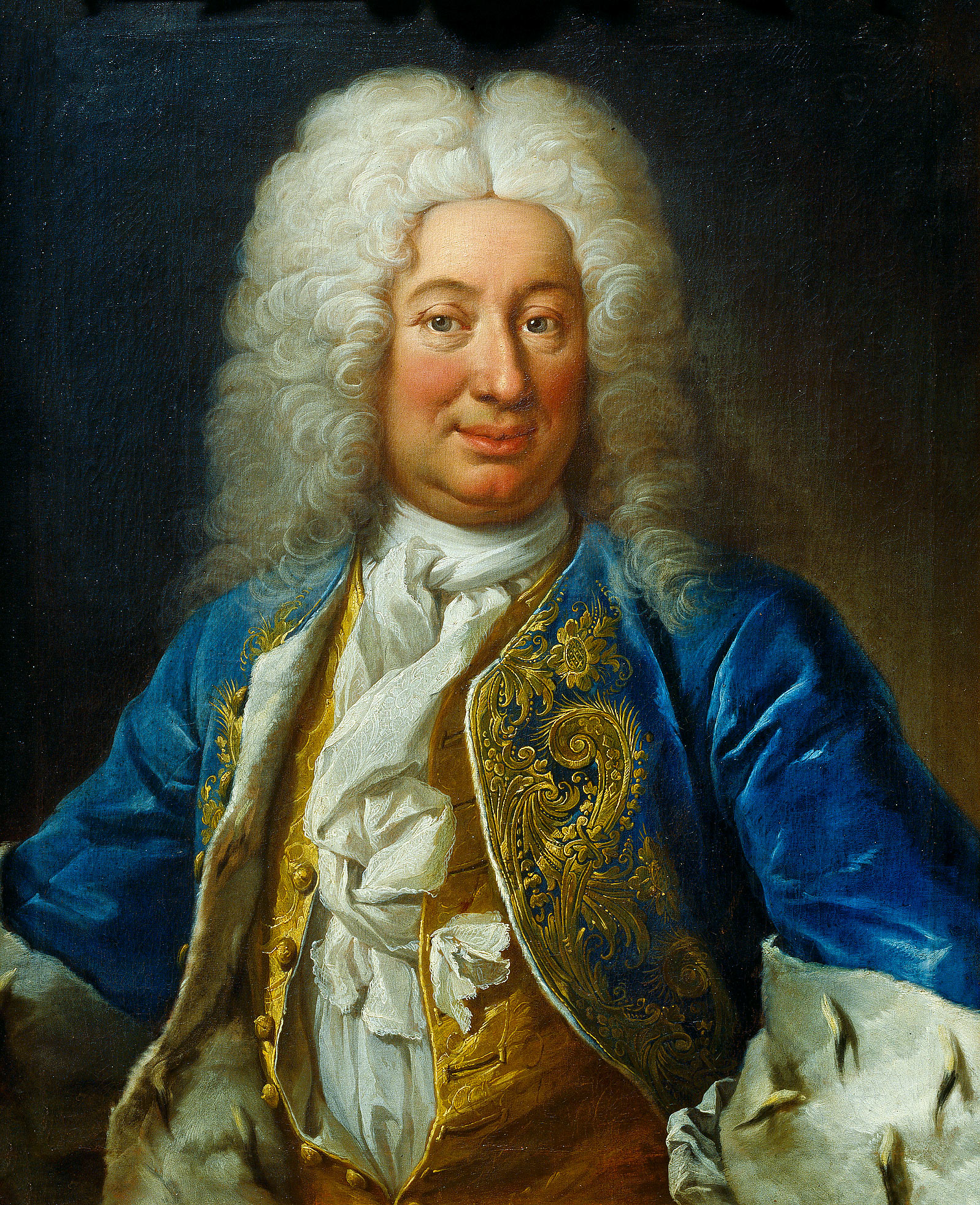
Švédským králem se stal Frederik I.

- Papežský stát – Klement XI. (1700–1721)
- Habsburská monarchie – Karel VI. (1711–1740)
- Království Velké Británie – Jiří I. (1714–1727)
- Ruské carství – Petr I. Veliký (1682–1725)
- Švédsko – Ulrika Eleonora (1718–1720), po její smrti Frederik I. Švédský (1720–1751)
- Dánsko-Norsko – Frederik IV. Dánský (1699–1730)
- Polské království – August II. Silný (1709–1733)
- Pruské království – Fridrich Vilém I. (1713–1740)
- Španělsko – Filip V. Španělský (1700–1724)
- Portugalské království – Jan V. Portugalský (1706–1750)
- Francouzské království – Ludvík XV. (1715–1774)
- Sardinské království – Karel VI., poté Viktor Amadeus II.
- Sicilské království – Viktor Amadeus II., poté Karel VI.

#### Vévodství a knížectví
- Modenské vévodství – Rinaldo d'Este
- Lucemburské vévodství – Karel VI.
- Monacké knížectví – Antonín I. Monacký

### Blízký Východ a Severní Afrika
- Osmanská říše – Ahmed III. (1703–1730)
- Perská říše – Husajn Šáh
- Marocký sultanát – Mulaj Ismail ibn Šarif

### Dálný Východ a Asie
- Mughalská říše – Muhammad Šáh Kádžár
- Čínské císařství – Kchang-si
- Japonské císařství – Nakamikado (1709–1735)